# 青蒿琥酯/美爾奎寧
青蒿琥酯/美爾奎寧（英語：artesunate/mefloquine）是一種用於治療瘧疾的藥物。它是兩種抗瘧藥 - 青蒿琥酯和美爾奎寧組合而成的複方藥。建議專用於治療無併發症的惡性瘧原蟲導致的瘧疾。藥物的攝取方式是經由口服。
使用後的副作用與單獨使用複方劑中兩種成分的相似。使用此複方劑是兩種藥物具有互補的特點 - 青蒿琥酯可快速殺滅血液中的瘧原蟲，迅速控制病情，美爾奎寧具有較長的半衰期，可以持續殺滅肝內的瘧原蟲，減少復發的可能性。此外，複方藥可降低治療時瘧原蟲可能具某種藥物抗藥性的問題。此藥物也有供適合兒童使用的劑型。
青蒿琥酯/美爾奎寧於2008年首次在巴西取得核准用於醫療用途，且已納入世界衛生組織基本藥物標準清單之中。巴西、印度和馬來西亞均核准將此藥物用作醫療用途，但其並未取得美國食品藥物管理局（FDA）的核准，也未在美國販售。

## 醫療用途
青蒿琥酯/美爾奎寧是種推薦在東南亞使用的治療瘧疾藥物，而如複方藥青蒿琥酯/阿莫待奎、蒿甲醚/苯芴醇、青蒿琥酯/磺胺多辛/乙胺嘧啶則通常是在非洲的首選治療瘧疾藥物。

## 特定群體

### 懷孕
有小型實驗，研究結果並沒明確支持個體於懷孕期間使用青蒿琥酯/美爾奎寧，對於胎兒安全的證據。孕婦使用此藥物應該在醫生的密切監控下進行，權衡利弊後選擇最適合的治療方案。目前建議是除非在其他藥物治療無效狀況下，孕婦應避免使用含有美爾奎寧的製劑。

### 母乳哺育
進行母乳哺育的個體單獨使用青蒿琥酯，或是美爾奎寧，對於嬰兒看來均無安全問題。

## 禁忌症
對於青蒿琥酯成分嚴重過敏的個體禁用含有此成分的複方藥，於青蒿琥酯給藥時應避免同時使用會抑制細胞色素P450家族中CYP2A6的藥物（CYP2A6負責代謝多種藥物，包括青蒿琥酯。如果服用這類有抑制作用的藥物，可能會影響青蒿琥酯在人體的代謝，導致其濃度過高，增加副作用的風險）。前述抑制藥物包括胺碘酮、地昔帕明、異煙肼、酮康唑、來曲唑、甲氧沙林 和反苯環丙胺。
而曾有癲癇發作，或是近期有精神障礙的個體禁用含有美爾奎寧的製劑。

## 交互作用
根據一項小型研究，證明青蒿素和美爾奎寧之間的藥物交互作用並不嚴重。

## 藥物開發歷史
此複方劑由非營利性藥物研究和開發組織被忽視疾病藥物倡議（DNDi）開發。
傳統上藥物通常經由製藥公司自行研發，研究和開發成本最終通過藥物銷售來回收。開發用於治療被忽視的熱帶疾病的藥物不能只考慮市場的獲利，而需一種超越市場驅動的研究和開發思維。
DNDi於全球各大洲建立起合作夥伴關係，將配方、控制和生產到臨床試驗以及產品註冊的問題全部解決，而開發出此種安全有效的組合治療藥物，供應資源匱乏地區的患者使用。而藥物製造從巴西的Farmanguinhos/Fiocruz（Institute of Pharmaceutical Technology）技術移轉到印度的跨國製藥與生技公司西普拉製藥，更是創下開發中國家間的合作首例。通過這樣的合作，開發中國家在知識和技術方面得以互補，共同提升整體能力。。
青蒿素和美爾奎寧這兩種藥物對治療無併發症惡性瘧原蟲導致的瘧疾已有長時間的經驗，也有良好的安全性。把這兩種藥結合，以固定劑量的複方形式給藥，可讓病人更易按時服藥，同時也能減少瘧原蟲產生抗藥性的風險。

## 外部連結
- . Drug Information Portal. U.S. National Library of Medicine.   [2024-11-02]. （原始内容存档于2020-07-26）.

[[[分類:世界衛生組織基本藥物]]